# 墨田北齋美術館
墨田北齋美術館（日语：すみだ北斎美術館）是一座位於日本東京都墨田區龜澤的一座公立美術館，於2016年11月22日開館主要展示江戶時代後期的浮世繪畫家葛飾北齋的作品。
美術館之所以設立在龜澤，是因為葛飾北齋曾在本所周邊（現在墨田區一部分）度過了其一生，據說他在本所割下水出生，而龜澤位於如今被稱為「北齋通」的地方，對應當時的「南割下水」，也與北齋有著緊密聯繫。該美術館的臨時名稱是北齋館，但於2009年4月更名為現名。

## 沿革

### 開館前
據說葛飾北齋出生在現今的墨田區龜澤，並且在該區度過了他大部分的人生。墨田區為了紀念這位偉人並作為地區振興的一部分，在20世紀後期決定建設一座美術館，總工費約為34億日元。
美術館的建設計劃始於約1989年，當時制定了基本計劃，並於1993年購買了建設用地，然而由於財政困難而在2000年一度擱置。 2006年，隨著新的塔樓東京晴空塔的建設地點確定在業平・押上地區，原本被擱置的美術館建設計劃得以恢復。建設用地附近的綠町公園在江戶時代曾是弘前藩津輕家的上屋敷，在美術館建設之前進行了埋藏文化財的調查挖掘工作。
博物館標誌的設計是通過2009年的公開徵集活動，從日本國內外收到的1,634個作品中選出高瀬清二的設計草案，並由勝井三雄完善設計並設計字體。墨田區在當時也進行以商業目的的企業活動，利用墨田北齋美術館收藏的作品圖像發售「墨田區製造！北齋原創商品」系列。
2013年9月，博物館廳舍進行了建設招標，然而由於估計價格過低，沒有供應商參與競標，導致計劃需要重新審查。

### 開館後
2016年11月29日，墨田北齋美術館在墨田三音堂舉辦開館紀念音樂會，並由尾上菊之助與新日本愛樂交響樂團一同演出。同時，美術館也舉辦了名為「北齋的歸還-幻之畫卷與名品收藏-」的開館紀念展，展出了被認為是北齋壯年期傑作的《隅田川兩岸風景圖卷》的全部捲軸，這是近百年來首次公開展示。
開館半年後的2017年4月29日，美術館實現了最初設想的年訪客人數20萬人。隨後，在9月8日達到了30萬人，並在2018年7月31日達到了50萬人的參觀人數。
2018年，該美術館榮獲了由日本建設業聯合會主辦的第59屆BCS賞。

## 館舍設計

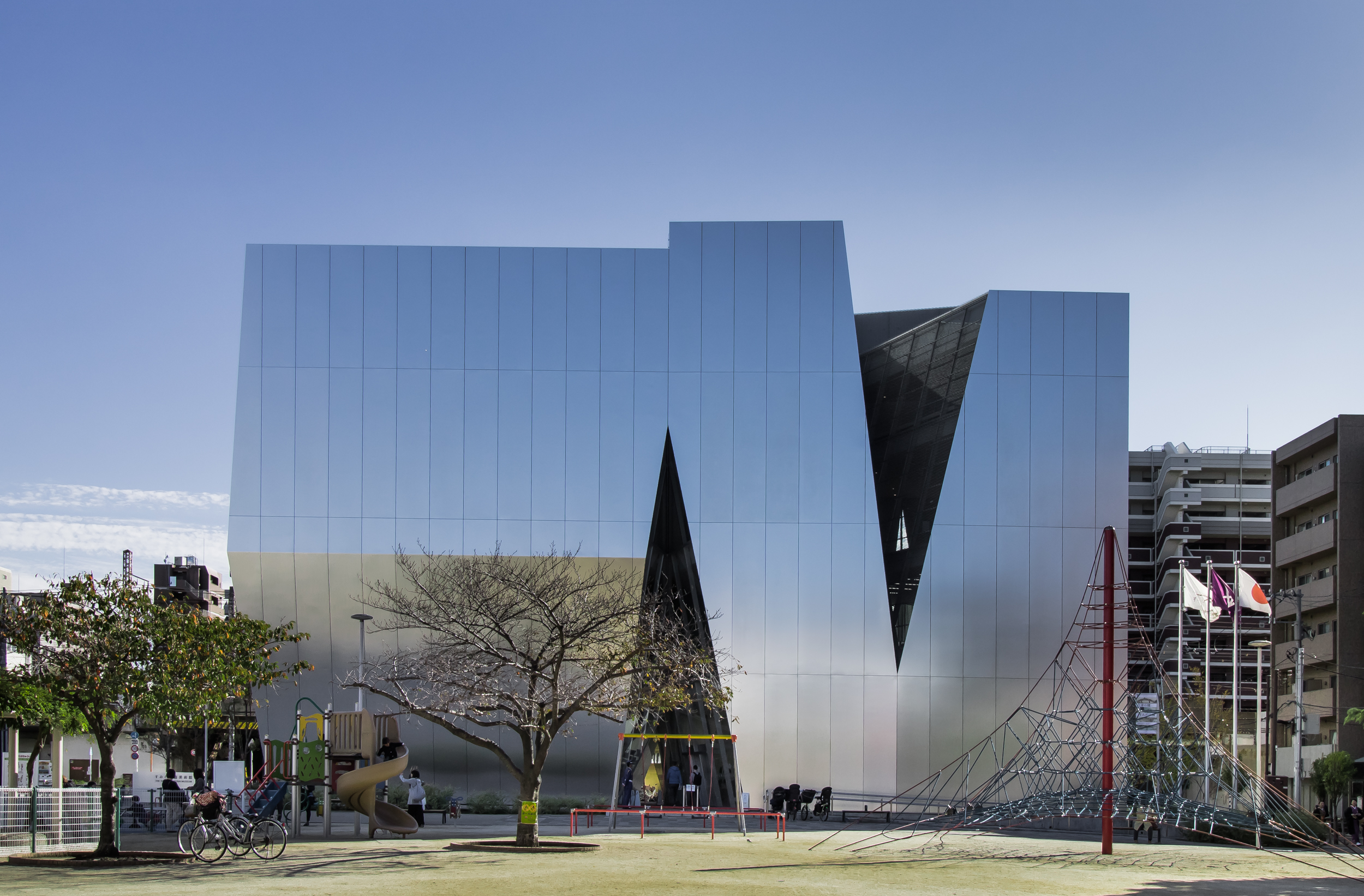
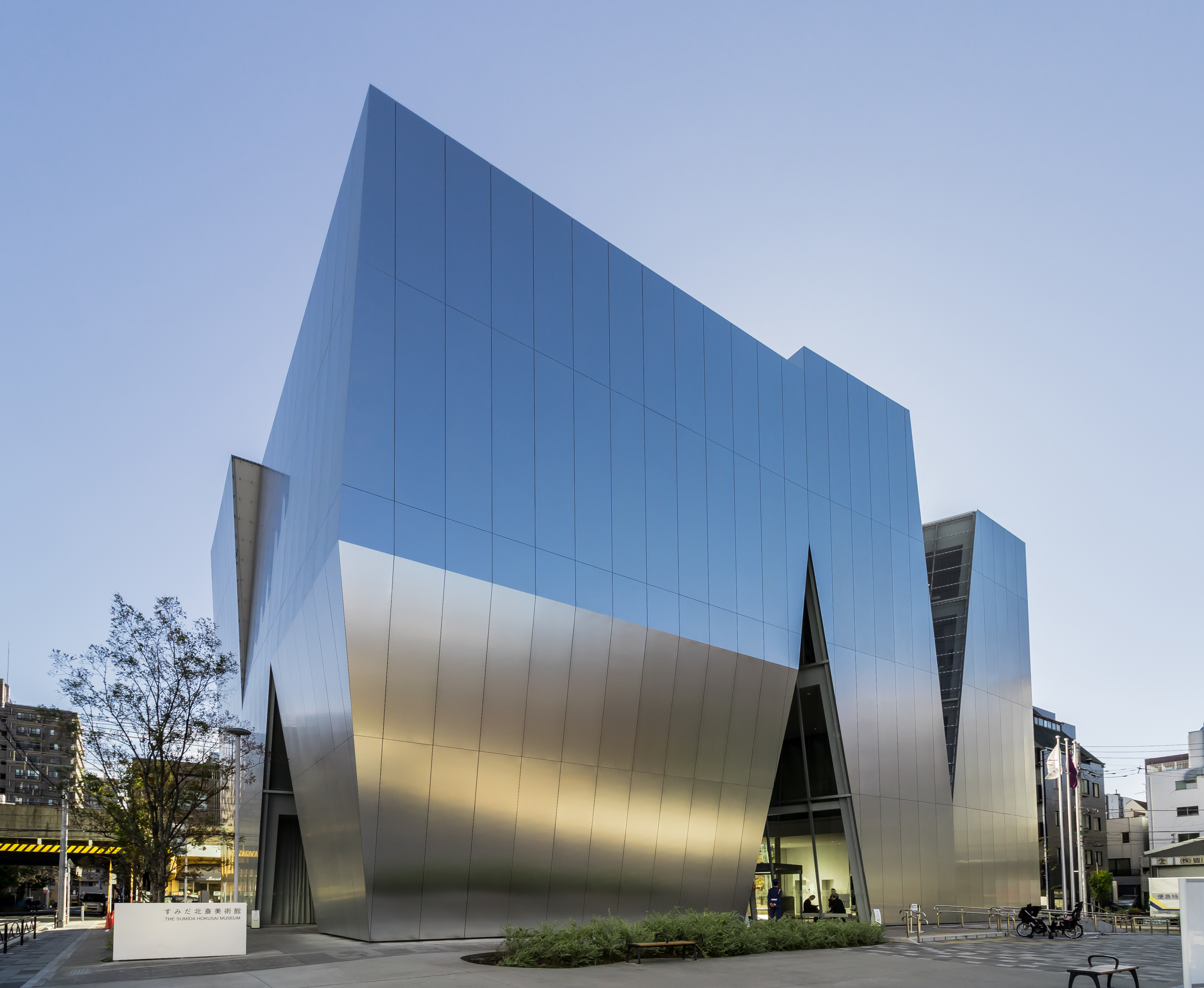
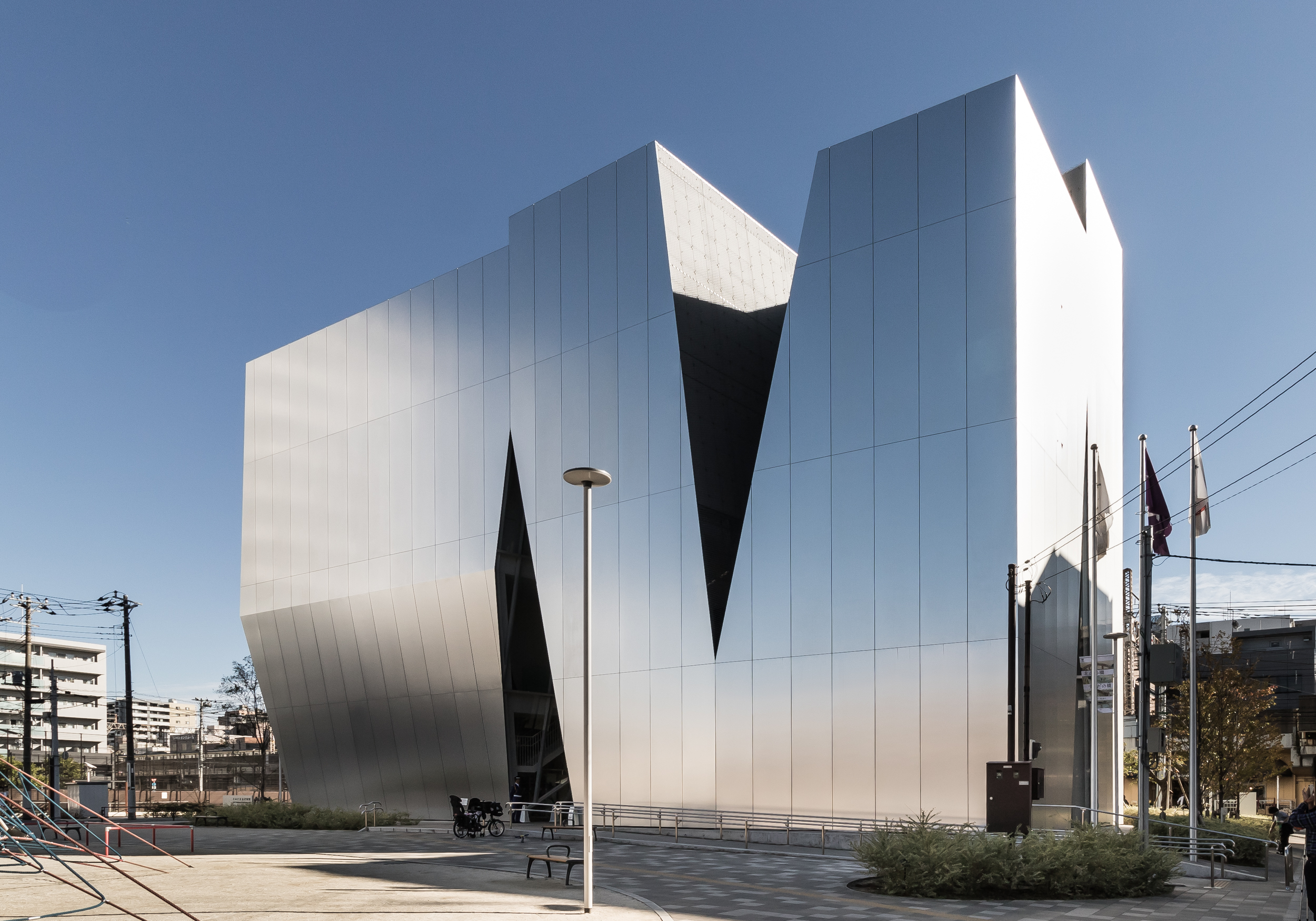
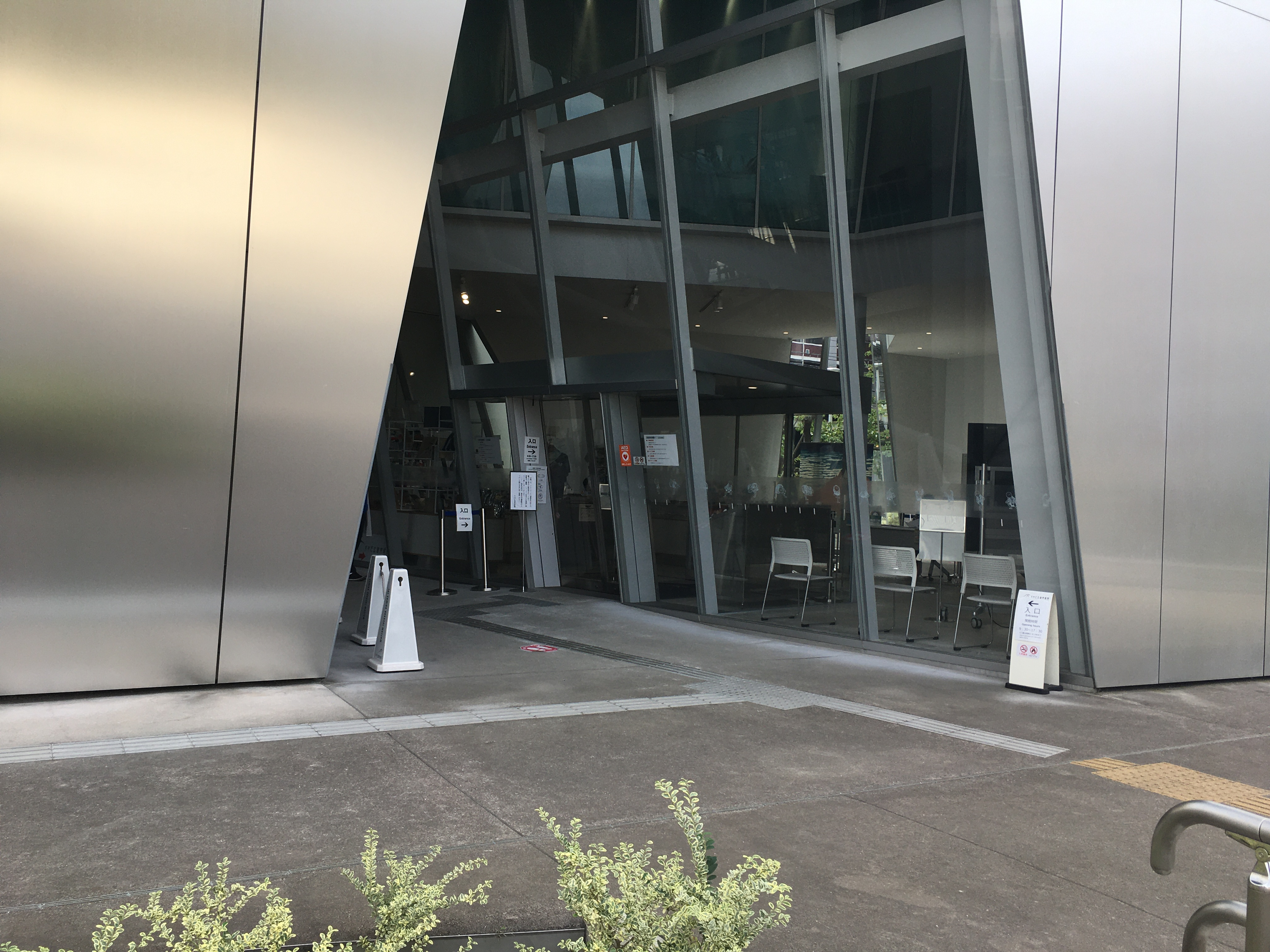
博物館入口

博物館建築由妹島和世設計。於2014年7月開始施工。該建築採用鋼筋混凝土結構（部分鋼結構），地上4層，地下1層。建築面積為699.7平方公尺，總建築面積為3,280.4平方米，最高高度為21.9公尺。整體工事於2016年11月竣工。
建築外牆採用鋁面板，該結構可以反射周圍各種景色融入周邊環境。鋁製面板上設有開槽。

### 內部設施
由於墨田區海拔較低，所有的倉儲設施等設施均位於二樓以上。另外，由於在設計階段時發生了2011年日本東北地方太平洋近海地震，原本設置在地下室的辦公室也被設置在了上層。 
- 一樓[24]
  - 博物館商店[24]
  - 圖書館：收集以葛飾北齋為中心的資料並向公眾開放的專門圖書館。並展示浮世繪有關的書籍和雜誌、展覽圖錄等資訊
  - 報告廳

- 二樓[24]
  - 辦公室
  - 儲物空間
  - 籌備陳列室

- 三樓[24]
  - 特別展覽室

- 四樓[24]
- 特別展覽室
- 常設展覽室：展出多數葛飾北齋作品的高清複製品。可以使用觸摸屏和4K顯示器欣賞細節。葛飾北齋工作室的複製模型也在該處展出。[25]
- 觀景休息室

## 收藏品
下列收藏品在博物館經過保存和展示：
- 美國知名的北齋收藏家、藝術研究者彼得·莫斯（Peter Morse）的600件收藏品。[26]該收藏品以大約1.45億日元的價格一次性轉讓給墨田區[27]。彼得是發現大森貝塚（日语：大森貝塚）的美國動物學家愛德華·S·莫斯（英语：Edward_S._Morse）的弟弟的曾孫。
- 冨嶽三十六景中的《神奈川沖浪裏》、《甲州石班澤》、《山下白雨》、《武州玉川》等作品
- 《新板浮繪兩國橋夕涼花火觀賞之圖》、《東海道名所一覽》
- 《北齋漫畫 草筆之部》中的作品《山鴞》（天保14年/1843年）[28][29]。

- 日本浮世繪研究領域的權威，出版《北齋論》的學者楢崎宗重（日语：楢崎宗重）所收藏的480件收藏品[30][31]，楢崎在準備開設墨田區北齋美術館時提供了協助，並捐贈了他的收藏品和研究資料[30][32][33]。

此外還有《隅田川兩岸景色圖卷》的數位解說。該作品被認為是北齋最偉大的作品，在常設展覽中以數位方式展示。實物有時會在特別展覽中公開展出。

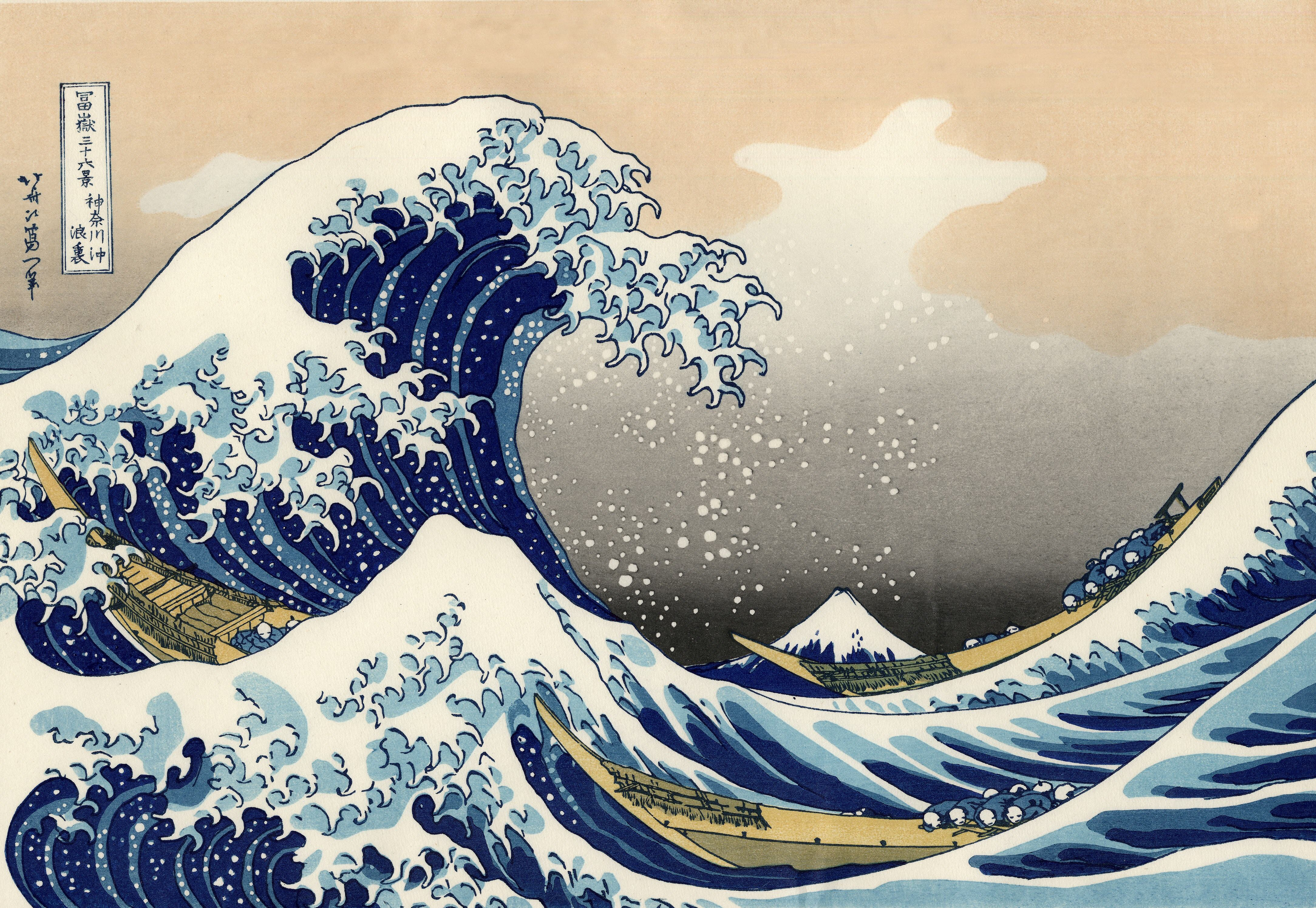
神奈川沖浪裏
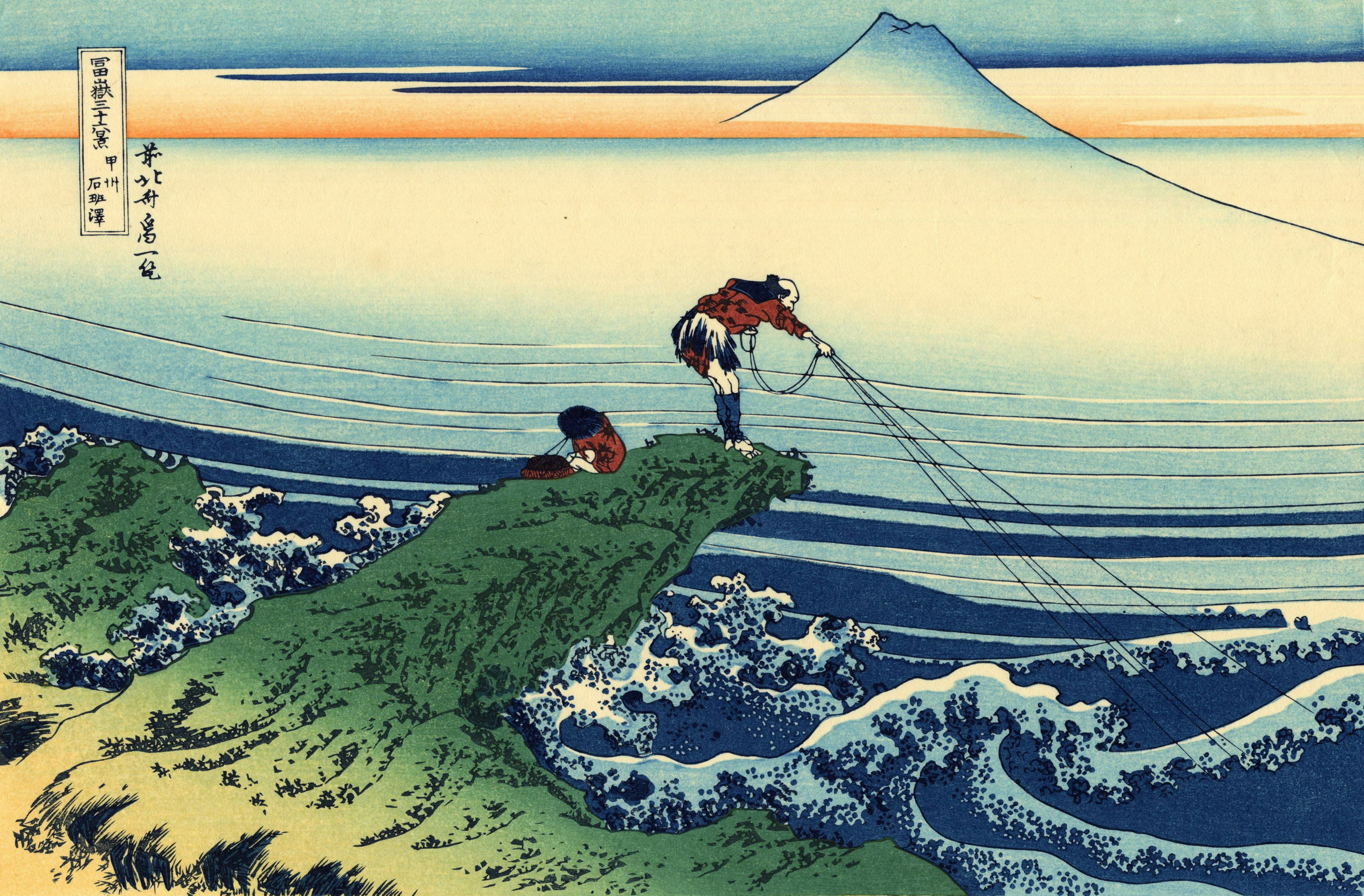
甲州石班澤
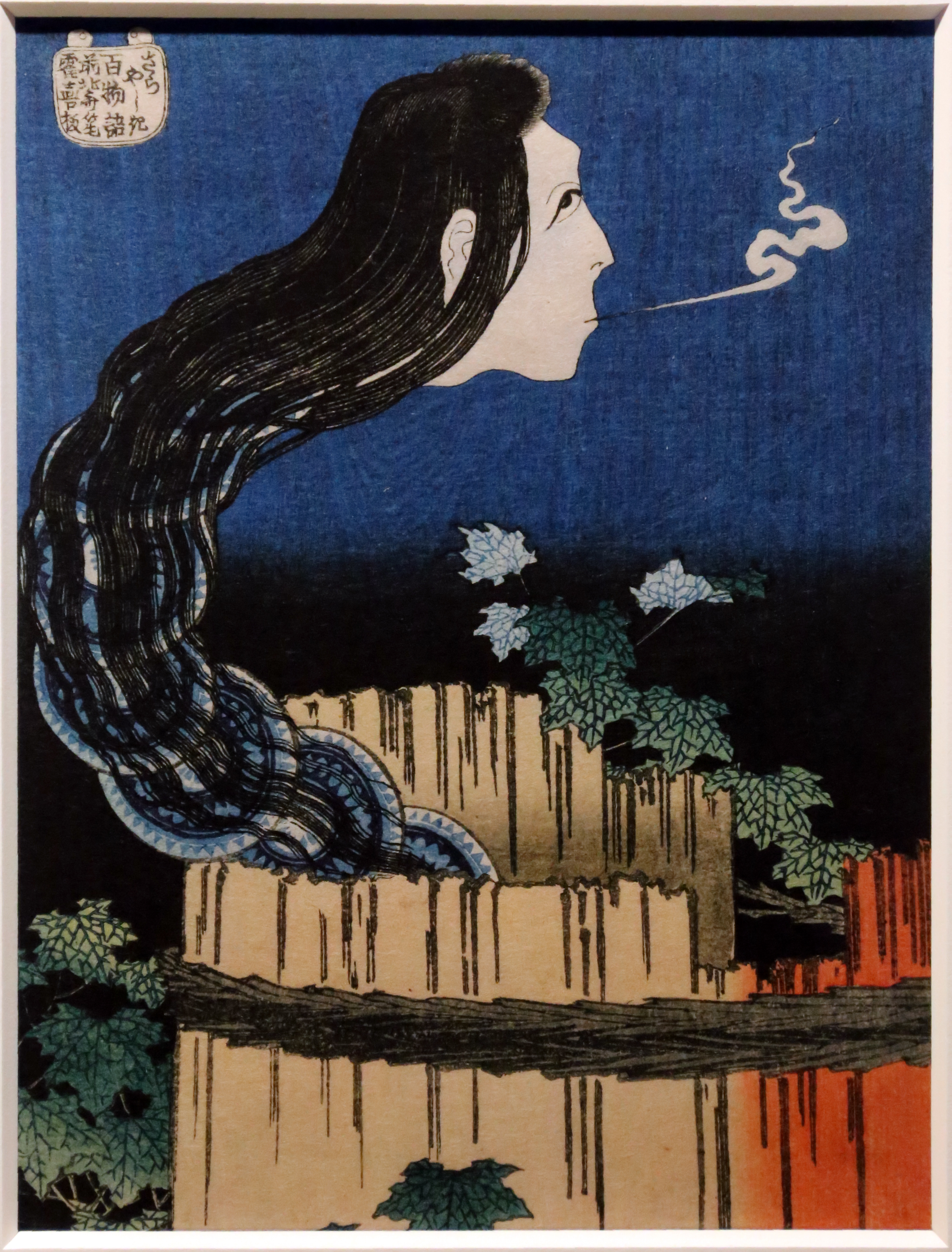
幻想畫
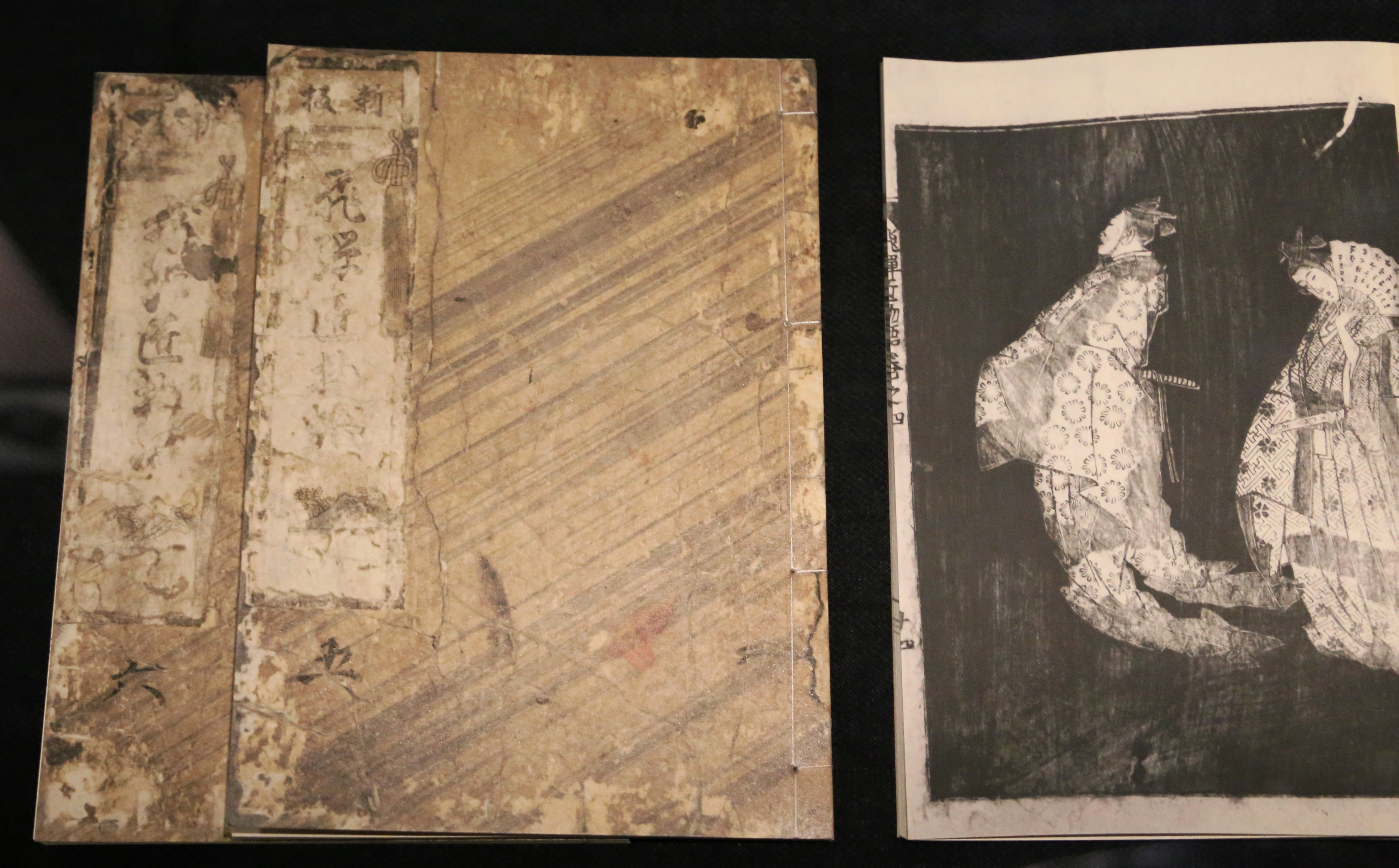
飛驒之匠
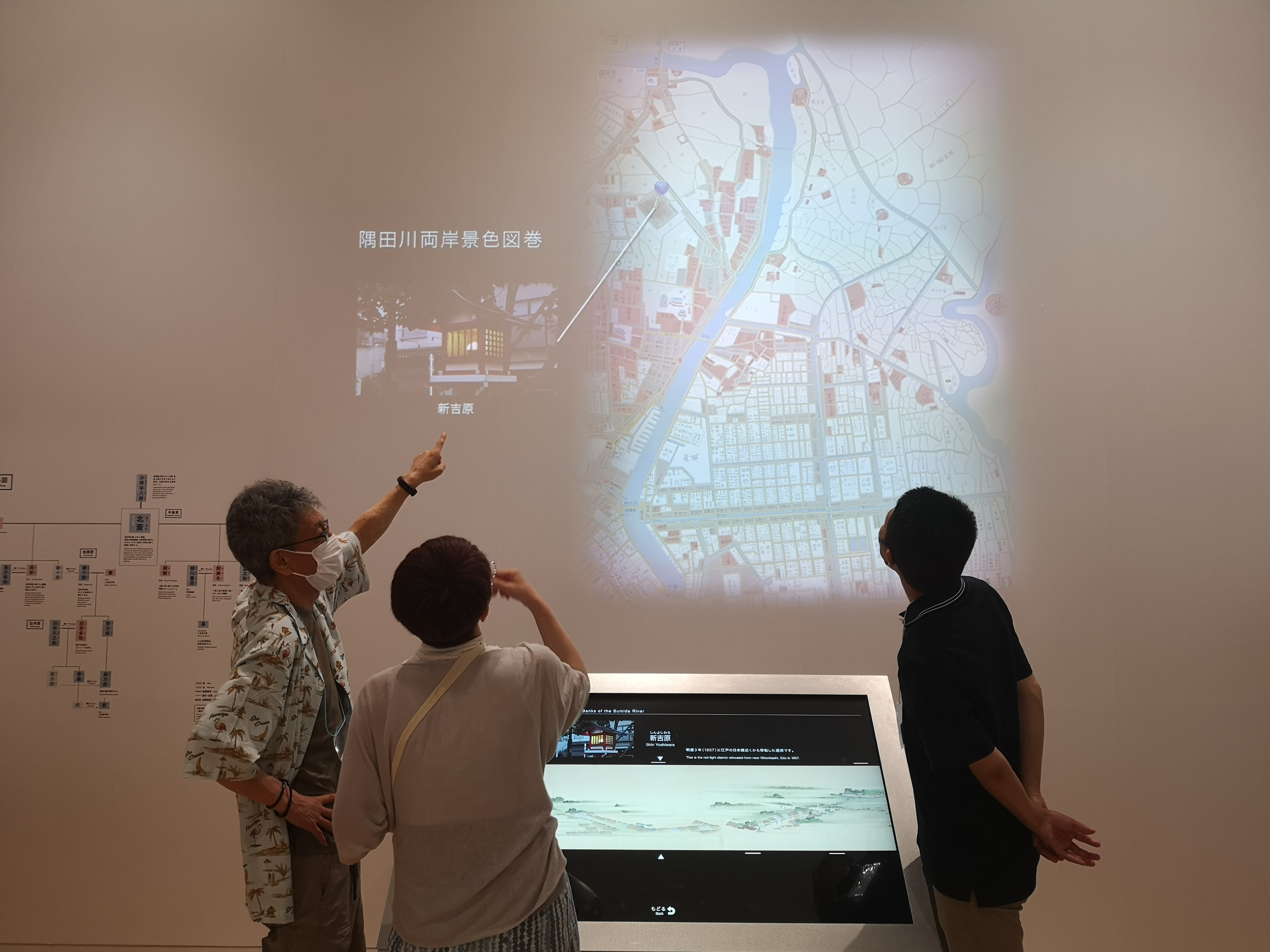
《隅田川兩岸景色圖卷》的數位解說

## 另見
其他以葛飾北齋為主題的博物館：
- 北齋館（日语：北斎館）：位於長野縣小布施町的美術館，共收藏約40幅原畫和100件作品。
- 葛飾北齋博物館 ：位於島根縣津和野町的美術館，主要展出永田生慈（英语：永田生慈）的私人收藏。2015年關閉。藏品捐贈給島根縣立美術館展出。

## 外部連結
- 墨田北齋美術館官方網站 （页面存档备份，存于）
- 墨田北齋美術館的X（前Twitter）
- 墨田北齋美術館的Facebook專頁
- YouTube上的墨田北齋美術館頻道